# Eupithecia praealta
Eupithecia praealta är en fjärilsart som beskrevs av Eugen Wehrli 1926. Eupithecia praealta ingår i släktet Eupithecia och familjen mätare. Inga underarter finns listade i Catalogue of Life.